# Иштии-Хем
Иштии-Хем (тув. Иштии-Хем) — село (бывший посёлок) в Улуг-Хемского кожууне Республики Тыва. Административный центр и единственный населённый пункт сумона Иштии-Хем. Население 528 человек (2007), 597 (2013).

## История
В 1953 году построена малокомплектная школа поселка Иштии-Хем Улуг-Хемского района.
Здание сгорело 1 июня 2013 года.
В 2014 году построено новое здание школы с. Иштии-Хем на 120 мест — двухэтажное, из трех самостоятельных блоков — учебного, спортивного, вспомогательного.

## География
Через село протекает р. Иштии-Хем, вбирающая на территории селения несколько притоков.
К селу административно относятся местечки (населённые пункты без статуса поселения): м. Алангыыш (Иштии-Хем), м. Артыы-Хем, м. Аскырлыг-Арт, м. Борбак-Арыг, м. Борбак-Бажын, м. Донде-Барак, м. Тей-Дужу, м. Терек-Аксы, м. Шивээли

### Уличная сеть
ул. Гукасьяна, ул. Лесная, ул. Малчын, ул. Ол-Чарык, ул. Строительная, ул. Тайга, ул. Чаа-Суур, ул. Школьная, ул. Эрик

### Климат
Иштии-Хем, как и весь Улуг-Хемский кожуун, приравнен к районам Крайнего Севера.

## Население
| 2002 | 2010 | 2011 | 2012 | 2013 | 2014 | 2015 |
| ---- | ---- | ---- | ---- | ---- | ---- | ---- |
| 478  | ↗527 | ↘524 | ↘520 | ↘519 | ↗527 | ↘526 |
| 2016 | 2017 | 2018 | 2019 | 2020 | 2021 |      |
| ↘524 | ↗537 | ↗558 | ↗562 | ↗564 | ↗625 |      |

Национальный состав
Согласно результатам переписи 2002 года, в национальной структуре населения тувинцы составляли 98 %

## Инфраструктура
фельдшерский пункт

### Образование
МУЧ средняя общеобразовательная школа с. Иштии-Хем. На торжественном открытии нового здания школы в 2014 году побывал Председатель Верховного Хурала Тувы Кан-оол Даваа.
МБДОУ детский сад «Салгал» с. Иштии-Хем

### Сельское хозяйство
Выращивание зерновых и зернобобовых культур: СХК «ТАЙГА», МУУП «АРЫК», СХК АЛАШ

### Культура
МБУ «Сельский Дом Культуры села Иштии-Хем»

### Административная деятельность
Администрация села и сумона Иштии-Хем

## Транспорт
Поселковые дороги.